# 三脊金石斛
三脊金石斛（学名：Flickingeria tricarinata）为兰科金石斛属下的一个变种。